# Diocèse de Salt Lake City
Le diocèse de Salt Lake City (en latin : Dioecesis Civitatis Lacus Salsi, et en anglais : Roman Catholic Diocese of Salt Lake City) est une circonscription ecclésiastique de l'Église catholique aux États-Unis dans l'État de l'Utah. Il s'agit d'un diocèse latin, suffragant de l'archidiocèse de Las Vegas. Depuis 2017, son évêque est Oscar Azarcón Solís (en).

## Histoire
Le diocèse de Salt Lake City a été érigé canoniquement le 27 janvier 1891 par le pape Léon XIII. Il avait auparavant été érigé en vicariat apostolique en 1887. Son siège est à la cathédrale Sainte-Madeleine de Salt Lake City.
Les paroisses catholiques de l'Utah sont historiquement issues de celles de l'archidiocèse de San Francisco. Certaines paroisses ont été cédées en 1931 pour ériger le nouveau diocèse de Sacramento. 87 prêtres portent leur ministère dans 67 paroisses. Le journal diocésain est publié depuis 1898. 

## Situation

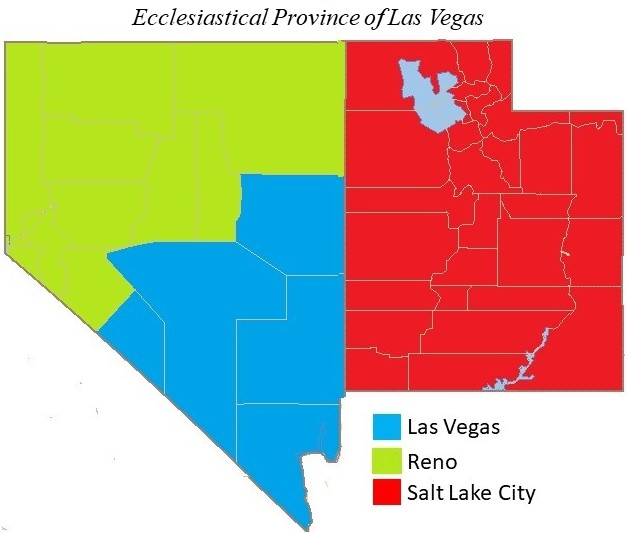
La province ecclésiastique de Las Vegas.
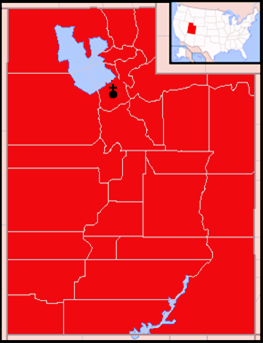
Localisation du diocèse.

Ce diocèse, d'une superficie d'environ 220 000 km², avait 333 798 catholiques dans le territoire diocésain en 2022, soit 10% de la population totale. Ils n'étaient que 3,7 % de la population en 1950. 75 prêtres et 64 diacres desservaient 48 paroisses.
Un dialogue interreligieux est établi avec l'Église de Jésus-Christ des saints des derniers jours, qui a un plus grand nombre d'adhérents dans l'Utah.

## Ordres religieux dans l'histoire du diocèse
- Bénédictins
- Carmélites déchaussées
- Congrégation du Saint-Sacrement
- Filles de la Charité
- Franciscains
- Oblats de Saint François de Sales
- Trappistes
- Sœurs de la Miséricorde
- Franciscaines de l'Adoration perpétuelle
- Sœurs de la Sainte-Croix
- Sœurs de la Sainte-Famille
- Sœurs de Notre-Dame de la Victoire (it)
- Vincentiens

### Articles liés
- Liste des juridictions catholiques aux États-Unis
- Église catholique aux États-Unis